# دانیل روپ (بازیکن فوتبال، زاده ۱۹۸۶)
دانیل روپ (انگلیسی: Daniel Rupf؛ زادهٔ ۲۱ مارس ۱۹۸۶) بازیکن فوتبال اهل آلمان است.
از باشگاه‌هایی که در آن بازی کرده‌است می‌توان به باشگاه فوتبال زاکسن لایپزیگ، باشگاه فوتبال ارتسگبیرگ آئو، و باشگاه فوتبال کارل زایس ینا اشاره کرد.